# Synodus binotatus
Synodus binotatus är en fiskart som beskrevs av Schultz, 1953. Synodus binotatus ingår i släktet Synodus och familjen Synodontidae. Inga underarter finns listade i Catalogue of Life.